# Achim Walter
Achim Walter (* 1963) ist ein deutscher Wirtschaftswissenschaftler.

## Leben
Er studierte Wirtschaftsingenieurwesen an der Universität Karlsruhe mit den Schwerpunkten Marketing und Innovationsmanagement. Nach der Promotion 1997 an der wirtschaftswissenschaftlichen Fakultät in Karlsruhe und der Habilitation mit dem Thema Technologietransfer zwischen Wissenschaft und Wirtschaft an der Fakultät für Wirtschaft und Management der TU Berlin im Februar 2002 folgte er im März 2003 dem Ruf an den Lehrstuhl für Gründungs- und Innovationsmanagement der Christian-Albrechts-Universität zu Kiel.

## Schriften (Auswahl)
- mit Hans Georg Gemünden und Gabi Helfert: Grenzüberschreitende Geschäftsbeziehungen. Erfolgsfaktoren und Gestaltungsempfehlungen für kleine und mittlere Unternehmen. Münster 1996, ISBN 3-8258-3111-6.
- Der Beziehungspromotor. Ein personaler Gestaltungsansatz für erfolgreiches Relationship-Marketing. Wiesbaden 1998, ISBN 3-409-12846-8.
- Technologietransfer zwischen Wissenschaft und Wirtschaft. Voraussetzungen für den Erfolg. Wiesbaden 2003, ISBN 3-8244-9116-8.
- mit Anke Rasmus, Felix Riesenhuber, Jens Schmidthals und Petra Dickel (Hrsg.): Fallstudien zur Gründung und Entwicklung innovationsorientierter Unternehmen. Einflussgrößen und theoretische Verankerung des Erfolgs. Wiesbaden 2014, ISBN 3-658-03597-8.